# Bão Ciarán (2023)
Bão Ciarán, còn được gọi là bão Emir ở Đức, là một cơn bão gió châu Âu ảnh hưởng nghiêm trọng đến các khu vực của châu Âu từ cuối tháng 10 đến đầu tháng 11 năm 2023. Là một phần của mùa bão ở châu Âu 2023–24, Ciarán đã ảnh hưởng đến vùng tây bắc châu Âu và cướp đi sinh mạng của 21 người, trong đó có 11 người ở Ý và bốn người ở Pháp. Nó cũng gây ra sự gián đoạn lớn trong giao thông vận tải. Thiệt hại trên diện rộng do sức gió 100 dặm một giờ (160 km/h) đã được báo cáo ở Quần đảo Eo Biển, trong khi 1,2 triệu hộ gia đình ở Pháp mất điện.

## Lịch sử khí tượng và ảnh hưởng của bão

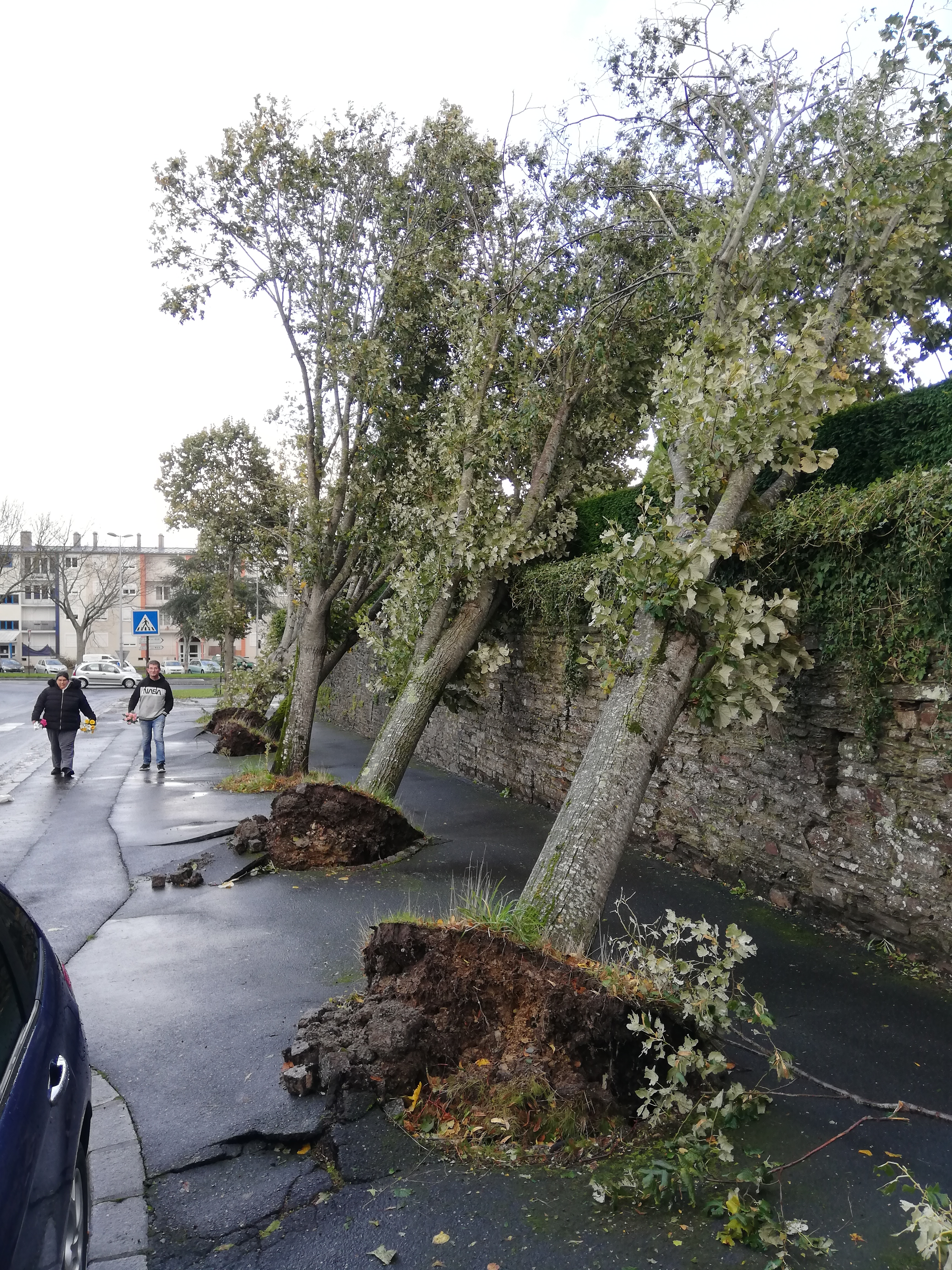
Hàng loạt cây đổ dọc đường ở Saint-Lô, Pháp

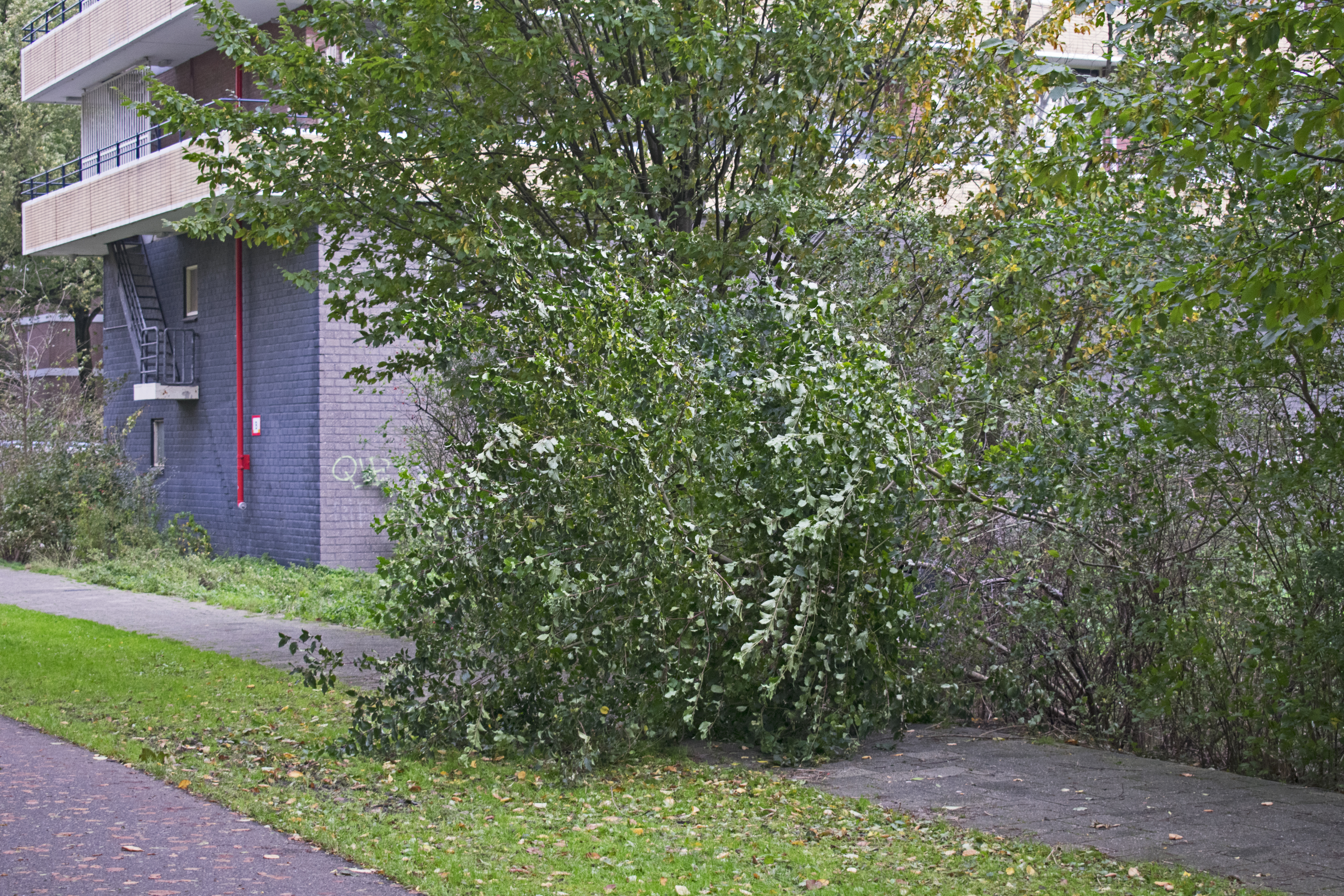
Cây đổ chắn ngang đường dành cho người đi bộ ở Delft, Hà Lan

Bão Ciarán được Văn phòng Khí tượng Vương quốc Anh đặt tên vào ngày 29 tháng 10, trong khi Đại học Tự do Berlin đặt tên cho hệ thống này là Emir vào ngày 30 tháng 10 năm 2023. Dự kiến nó sẽ mang theo sức gió từ 90 đến 120 km/h (56 đến 75 mph) trên diện rộng với > 130 km/h (80 mph) ở một số bờ biển. Bão gây ra những trận mưa rất lớn, gây ra "lũ chồng lũ", bởi những thiệt hại do bão Babet gây ra trong một tuần trước đó vẫn chưa được khắc phục xong. Một cảnh báo thời tiết lớn màu vàng về mưa và gió được áp dụng cho Nam Wales, Devon và Cornwall, bờ biển phía nam và bờ biển phía đông của Đông Anglia. Ở Cornwall, 4.000 ngôi nhà bị mất điện. Ở Devon, 250 trường học đã đóng cửa. Ở Dorset, Công viên nghỉ mát Bãi biển Nước ngọt tại Burton Bradstock đã bị phá hủy. Những nơi khác ở Dorset bị ảnh hưởng bao gồm Loders, Easton và West Bay. Một bãi đậu xe caravan tại Tenby ở Wales đã được sơ tán do lũ lụt.
Văn phòng Khí tượng Vương quốc Anh cho biết bão Ciarán đang trải qua sự hình thành xoáy thuận bùng nổ kể từ ngày 1 tháng 11. Cơn bão đặc biệt ảnh hưởng đến đảo Jersey với những đợt lốc xoáy IF2.5/T6 cùng với trận mưa đá có kích thước bằng quả bóng gôn, kèm theo gió giật mạnh lên đến hơn 160 km/h (100 dặm/giờ). Bờ biển phía nam của Anh và Pháp bị ảnh hưởng nặng nề bởi cơn bão, với sức gió giật kỷ lục ở Pháp được báo cáo là khoảng 208 km/h (129 mph). Cơn bão còn gây ra lũ lụt và sóng lớn. Một cơn lốc xoáy IF3 cũng đã quét qua Bulgaria.
Tại Hà Lan, cảnh báo thời tiết màu cam đã được đưa ra đối với các tỉnh ven biển có gió lớn. Các sự kiện đã bị hủy bỏ, bao gồm Giải vô địch đua xe đạp Hà Lan vào phút cuối do lý do an toàn. Có rất nhiều sự gián đoạn do các chuyến bay và tàu hỏa bị hủy. Mọi người được khuyên nên làm việc tại nhà và không lái xe trừ khi thực sự cần thiết.
Ít nhất 15 người đã thiệt mạng do bão. Một phụ nữ 46 tuổi ở Đức thiệt mạng khi bị cây đổ đè lên người. Có hai trường hợp tử vong ở Bỉ, một trẻ 5 tuổi và một phụ nữ 64 tuổi do cành cây rơi. Một phụ nữ 23 tuổi chết ở Tây Ban Nha cũng vì do cây đổ. Tại Pháp, hai trường hợp tử vong đã được báo cáo, trong đó có một người đàn ông 72 tuổi bị thổi bay khỏi ban công. Và ở Hà Lan, một người đã thiệt mạng khi cây đổ đè lên ô tô của họ. Tính đến ngày 3 tháng 11 năm 2023, có thêm sáu người chết ở Ý và một người ở Albania.
Sáu người thiệt mạng trong trận mưa lớn ở vùng Tuscania, Ý, khiến các con sông ngập lụt và gây thiệt hại. Một số tuyến đường và đường cao tốc bị đóng cửa do lở đất. Thiệt hại nghiêm trọng cũng xảy ra ở Campobasso, Molise, các cuộc sơ tán đang được thực hiện ở Veneto trong khi các đường cao tốc bị đóng cửa và các cuộc gọi khẩn cấp đã được thực hiện ở Rome. Ở Sardinia, trận gió giật mạnh đã gây ra hỏa hoạn thiêu rụi rất nhiều hecta thảm thực vật, trong khi một người đàn ông thiệt mạng ở Capoterra, và ở Tortolì toàn bộ xưởng cưa bị thiêu rụi.
Tổng cộng đã có hơn 1 triệu vụ mất điện và ở Cornwall, khoảng 4.000 hộ gia không có điện trong suốt nhiều ngày.

## Đợt lốc xoáy bùng phát
| Danh sách những trận lốc xoáy đã được xác nhận – Thứ 4, ngày 1 tháng 11, 2023 | Danh sách những trận lốc xoáy đã được xác nhận – Thứ 4, ngày 1 tháng 11, 2023 | Danh sách những trận lốc xoáy đã được xác nhận – Thứ 4, ngày 1 tháng 11, 2023 | Danh sách những trận lốc xoáy đã được xác nhận – Thứ 4, ngày 1 tháng 11, 2023 | Danh sách những trận lốc xoáy đã được xác nhận – Thứ 4, ngày 1 tháng 11, 2023 | Danh sách những trận lốc xoáy đã được xác nhận – Thứ 4, ngày 1 tháng 11, 2023 | Danh sách những trận lốc xoáy đã được xác nhận – Thứ 4, ngày 1 tháng 11, 2023 | Danh sách những trận lốc xoáy đã được xác nhận – Thứ 4, ngày 1 tháng 11, 2023 |
| Cường độ lốc xoáy                                                             | Địa điểm                                                                      | Quận/Huyện                                                                    | Toạ độ địa lý                                                                 | Thời gian (UTC)                                                               | Độ dịch chuyển                                                                | Bình luận/Thiệt hại |                                                                               |
| ----------------------------------------------------------------------------- | ----------------------------------------------------------------------------- | ----------------------------------------------------------------------------- | ----------------------------------------------------------------------------- | ----------------------------------------------------------------------------- | ----------------------------------------------------------------------------- | --- | ----------------------------------------------------------------------------- |
| Nước Anh                                                                      |                                                                               |                                                                               |                                                                               |                                                                               |                                                                               | |                                                                               |
| F1/T2/3                                                                       | Loders                                                                        | Dorset                                                                        |                                                                               | 22:45                                                                         | 2.4 km                                                                        | Điều tra tầm nhìn TORRO - Xếp hạng T2/3. |                                                                               |
| IF2.5/T6                                                                      | St Clement                                                                    | Jersey                                                                        | 49°10′B 2°05′T / 49,17°B 2,08°T                                               | 23:54                                                                         | 8 km                                                                          | Cơn lốc xoáy đáng kể đi qua Đảo Jersey từ các khu định cư St Clement đến Fliquet. Nhiều mái nhà và cây cối bị đổ hoặc hư hỏng. Trong một số trường hợp, tường đã bị hư hại. |                                                                               |
| Danh sách những trận lốc xoáy đã được xác nhận – Thứ 5, ngày 2 tháng 11, 2023 |                                                                               |                                                                               |                                                                               |                                                                               |                                                                               | |                                                                               |
| Cường độ lốc xoáy                                                             | Địa điểm                                                                      | Quận/Huyện                                                                    | Toạ độ địa lý                                                                 | Thời gian (UTC)                                                               | Độ dịch chuyển                                                                | Bình luận/Thiệt hại |                                                                               |
| Nước Anh                                                                      |                                                                               |                                                                               |                                                                               |                                                                               |                                                                               | |                                                                               |
| F1/T2                                                                         | Sompting                                                                      | West Sussex                                                                   | 50°50′B 0°20′T / 50,84°B 0,34°T                                               | 06:35                                                                         | 2 km                                                                          | Điều tra tầm nhìn TORRO - Xếp hạng T2 |                                                                               |
| Nước Ý                                                                        |                                                                               |                                                                               |                                                                               |                                                                               |                                                                               | |                                                                               |
| IF1                                                                           | Castel Focognano                                                              | Tuscany                                                                       | 43°39′B 11°50′Đ / 43,65°B 11,83°Đ                                             | 21:45                                                                         | 1.3 km                                                                        | Một cơn lốc xoáy được xếp hạng IF1 đã tấn công các khu vực của Castel Focognano ở Ý, làm hư hại mái nhà và cây cối. |                                                                               |
| Danh sách những trận lốc xoáy đã được xác nhận – Thứ 7, ngày 4 tháng 11, 2023 |                                                                               |                                                                               |                                                                               |                                                                               |                                                                               | |                                                                               |
| Cường độ lốc xoáy                                                             | Địa điểm                                                                      | Quận/Huyện                                                                    | Toạ độ địa lý                                                                 | Thời gian (UTC)                                                               | Độ dịch chuyển                                                                | Bình luận/Thiệt hại |                                                                               |
| Bulgaria                                                                      |                                                                               |                                                                               |                                                                               |                                                                               |                                                                               | |                                                                               |
| IF3                                                                           | Lavino                                                                        | Silistra Province                                                             | 43°47′B 26°58′Đ / 43,78°B 26,96°Đ                                             | 09:50                                                                         | 15 km                                                                         | Vào ngày 4 tháng 11, một cơn lốc xoáy dữ dội đã tấn công Lavino ở Bulgaria. Theo Uỷ ban khí tượng Châu Âu, ít nhất 150 công trình bị hư hại, bao gồm cả những ngôi nhà bị sập tường, đạt xếp hạng IF3. Một người bị thương nhẹ. |                                                                               |
| IFU                                                                           | Sratsimir                                                                     | Silistra Province                                                             | 44°02′B 27°19′Đ / 44,04°B 27,32°Đ                                             | 10:25                                                                         | Không rõ                                                                      | Một cơn lốc xoáy đã được quan sát. Không rõ thiệt hại. |                                                                               |
| Hy Lạp                                                                        |                                                                               |                                                                               |                                                                               |                                                                               |                                                                               | |                                                                               |
| IF2                                                                           | Xánthi                                                                        | Western Thrace                                                                | 41°08′B 24°53′Đ / 41,13°B 24,89°Đ                                             | 10:25                                                                         | 1.5 km                                                                        | Thiệt hại do gió lốc đã được báo cáo. Hai ô tô bị lật trong bãi đỗ xe của siêu thị LIDL (41.131N 24.895E). Ít nhất một số mái nhà bị hư hỏng, nhiều cây bị đổ và cành cây lớn đã được báo cáo (đặc biệt là dọc theo đường Geor. Kondyli). Một nhánh cây lớn rơi xuống một chiếc xe buýt đang di chuyển nên không gây thương tích. Chiều dài đường thiệt hại đạt ít nhất 1,5 km (giữa đường Geor. Kondyli và sân vận động EPS). Thời gian dựa trên dữ liệu SAT và ghi lại từ camera CCTV. |                                                                               |
| Nước Pháp                                                                     |                                                                               |                                                                               |                                                                               |                                                                               |                                                                               | |                                                                               |
| IF1                                                                           | La Pouëze                                                                     | Pays de la Loire                                                              | 47°33′B 0°48′T / 47,55°B 0,8°T                                                | 11:10                                                                         | 5 km                                                                          | Cây cối bị đổ hoặc bật gốc, xe tải bị lật. |                                                                               |
| Thổ Nhĩ Kỳ                                                                    |                                                                               |                                                                               |                                                                               |                                                                               |                                                                               | |                                                                               |
| IF1.5                                                                         | Dereköy                                                                       | Aydın Province                                                                | 37°35′B 27°44′Đ / 37,59°B 27,73°Đ                                             | 23:20                                                                         | 5 km                                                                          | Lốc xoáy được cho là đã tấn công làng Dereköy ở huyện Kocarli, tỉnh Aydin. Một tòa tháp Hồi giáo bị sập, đường dây điện bị đứt, cây cối bật gốc/bị gãy. |                                                                               |